# Halecium pearsonenese
Halecium pearsonenese är en nässeldjursart som beskrevs av Watson 1997    . Halecium pearsonenese ingår i släktet Halecium och familjen Haleciidae. Inga underarter finns listade i Catalogue of Life.